# Huangshi

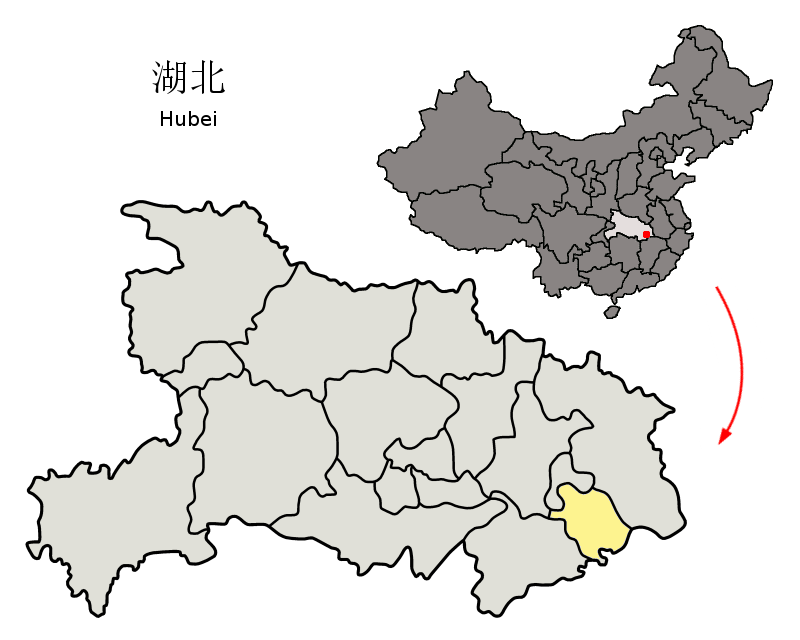
Lage von Huangshi (gelb) in Hubei.

Huangshi (chinesisch 黄石市, Pinyin Huángshí Shì) ist eine bezirksfreie Stadt im Südosten der chinesischen Provinz Hubei. Huangshi hat eine Fläche von 4.583 km² und 2.469.079 Einwohner (Stand: Zensus 2020).

## Administrative Gliederung
Auf Kreisebene setzt sich Huangshi aus vier Stadtbezirken, einer kreisfreien Stadt und einem Kreis zusammen. Diese sind:
- Stadtbezirk Huangshigang (chinesisch 黄石港区, Pinyin Huángshígǎng Qū);
- Stadtbezirk Tieshan (chinesisch 铁山区, Pinyin Tiěshān Qū);
- Stadtbezirk Xialu (chinesisch 下陆区, Pinyin Xiàlù Qū);
- Stadtbezirk Xisaishan (chinesisch 西塞山区, Pinyin Xīsàishān Qū);
- Stadt Daye (chinesisch 大冶市, Pinyin Dàyě Shì);
- Kreis Yangxin (chinesisch 阳新县, Pinyin Yángxīn Xiàn).

## Söhne und Töchter der Stadt
- Wei Guangqing (* 1963), Maler
- Yuan Xiaofang (* 1963), Maler
- Ma Liuming (* 1969), Maler
- Cheng Fei (* 1988), Kunstturnerin
- Li Shanshan (* 1992), Kunstturnerin
- Yu Yangyi (* 1994), Schachspieler